# Presena
Presena – lodowiec w górach Presanella w Alpach na północy Włoch.
Ze śniegu lodowca podczas odwilży wydobyto szczątki żołnierzy włoskich i austriackich walczących w I wojnie światowej.